# Temnoma
Temnoma là một chi rêu trong họ Pseudolepicoleaceae.